# Samantha Cristoforetti
Samantha Cristoforetti  (Milán, Italia; 26 de abril de 1977) es una piloto de aviación, la tercera mujer astronauta europea en llegar al espacio, la segunda de la Agencia Espacial Europea y la única en activo en 2022. Es la primera y única mujer astronauta italiana. Ha formado parte de la Expedición 42 / 43 a bordo de la Estación Espacial Internacional y en el año 2022 volvió a viajar a la ISS, como parte de la Expedición 67/68.

## Biografía
Cristoforetti nació en Milán en 1977. Pasó su infancia en Malè en Val di Sole, Trentino, Italia. Estudió en Bolzano y Trento y se graduó de la Universidad Técnica de Múnich con una licenciatura en Ingeniería Mecánica. Estudió en la École nationale supérieure de l'aéronautique et de l'espace en Toulouse, Francia y en el Instituto Mendeleev de Química y Tecnología en Moscú, Rusia.
En octubre de 2004 obtuvo un título de tres años en Ciencias Aeronáuticas, en la Universidad Federico II de Nápoles con 110/110 con honores.
También fue a la Academia Aeronáutica italiana de Pozzuoli, una de las primeras mujeres en ser una piloto teniente de combate en la Fuerza aérea de Italia.
Con los aviones de formación y de combate Cristoforetti ha acumulado más de 500 horas de vuelo y está habilitada para pilotar los siguientes aviones:
- Aermacchi MB-339 (A, CD)
- Aermacchi SF-260
- AMX International AMX
- Cessna T-37 Tweet
- Northrop T-38 Talon

## Carrera en la ESA

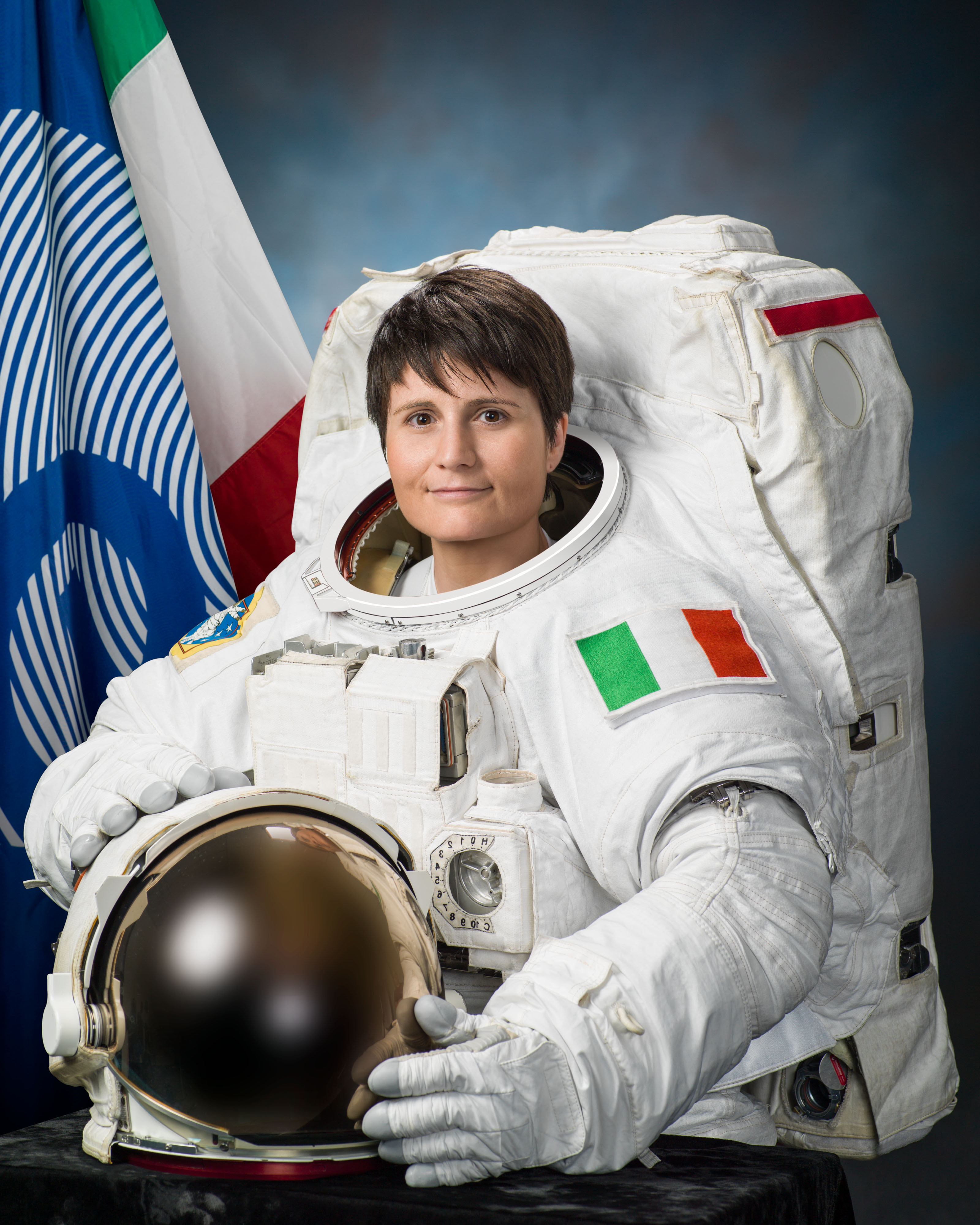
Samantha Cristoforetti equipada para un paseo espacial

En mayo de 2009 fue seleccionada como astronauta por parte de la ESA, la primera astronauta mujer italiana y la tercera europea en llegar al espacio. En la selección, que preveía la elección de seis astronautas, participaron más de 8.500 aspirantes.
Ha habido tres europeas astronautas que han llegado al espacio. La primera, en el año 1991, la británica Helen Sharman que no formaba parte de la ESA. En 2001 la francesa Claudie Haigneré, quien realizó un vuelo espacial en la Soyuz TM-24 a la Estación MIR en representación del CNES francés en 1996 y luego voló a la ISS en la Soyuz TM-33 durante 10 días en representación de la ESA. Por último la astronauta Samantha Cristoforetti, es la única astronauta europea y de la ESA en activo a fecha del año 2022. 
En la historia ha habido otras tres astronautas europeas. Una belga de la ESA, Marianne Merchez de la segunda promoción, y otras dos astronautas alemanas de la Agencia Espacial Alemana, Renate L. Brümer y Heike Walpot, pero ninguna de ellas llegó a volar al espacio. 
La ESA y Barbie han trabajado en asociación para crear dos muñecas "únicas" a semejanza de la astronauta de la ESA Samantha Cristoforetti.
Cristoforetti también ha participado en la iniciativa Mission X: Train like an Astronaut. El proyecto consiste en incentivar a niños y niñas de entre 8 y 12 años a entrenar como un astronauta a través de ejercicio físico e investigaciones científicas.

### Expedición 42/43 de la ISS
El 3 de julio de 2012, la Agencia Espacial Europea anunció que Samantha Cristoforetti estaba lista para su primera misión de larga duración a la ISS en 2014, Futura.
En noviembre de 2014, Samantha Cristoforetti de 37 años, se convirtió en la primera mujer italiana en llegar al espacio a bordo de la nave espacial Soyuz, como parte de la tripulación de la Expedición 42 que llegó a bordo de la Soyuz TMA-15M.
Mientras se encontraba en la ISS, Cristoforetti participó en la iniciativa ARISS, Amaetur Radio on the International Space Station, estableciendo contacto con varias escuelas y respondiendo a las preguntas de los estudiantes.
Durante esta misión consiguió el primer récord femenino de permanencia en el espacio en una única misión, al estar 199,7 días en la Estación Espacial Internacional. Anteriormente, el récord lo tenía la astronauta de la NASA Sunita Williams, quien había permanecido 195 días consecutivos en el espacio. Lo mantuvo hasta el año 2017, cuando fue superado por la astronauta estadounidense, Peggy Whitson con 289 días de permanencia seguida en el espacio. Cristoforetti ostenta los récords de ser la mujer europea e italiana, tanto con más días en el espacio, como con el récord de permanencia seguida. El récord masculino los ostenta Valeri Poliakov con 437 días.
Volvió a la Tierra el 11 de junio de 2015, después de un mes de retraso debido al fallo de dos cohetes rusos gracias a lo que consiguió sus récords de permanencia en el espacio. Tras su regreso, el 16 de julio de 2015, recibió la condecoración de Caballero de Gran Cruz de la Orden al Mérito de la República Italiana de manos del presidente italiano Sergio Mattarella.

### NEEMO 23
Durante su regreso a la Tierra, Samantha Cristoforetti publicó el libro: Diary of an appentrice astronaut (2020) ISBN 978-0-2413-7138-1. En él, relata su experiencia como astronauta y su proceso de entrenamiento.
Cristoforetti participó como comandante en la misión NEEMO-23 de la NASA del 10 al 22 de junio de 2019 en el laboratorio submarino Aquarius, la única estación de investigación submarina del mundo, como prepraratoria para una futura exploración espacial. Esta misión probó tecnologías y objetivos para misiones en el espacio profundo y exploraciones lunares en el lecho marino.

### Expedición 67/68 de la ISS
Cristoforetti fue anunciada el 28 de mayo de 2021 como miembro de la Expedición 67, en su segunda misión europea Minerva y que viajaría a borde de la nave, SpaceX Crew-4 como el tercer pasajero de la tripulación y como la comandante durante la primera parte de la Expedición 68.
El lanzamiento se realizó el 27 de abril de 2022 a las 07:52  UTC debido a los retrasos en el regreso que sufrió la misión Ax-1 por motivos climatologicos.
Fue la primera astronauta en grabar un video de TikTok a bordo de la ISS. Algunos de sus videos ya han superado el millón de visualizaciones. 
El 21 de julio de 2022, Cristoforetti llevó a cabo la caminata espacial EVA-ESA desde el ROS, en la que participó con el comandante Oleg Artemyev, convirtiéndose en la primera europea que realiza una caminata espacial y además usando un traje Orlan ruso para la caminata, cosa bastante peculiar ya que normalmente los europeos las realizan desde la esclusa Quest del segmento estadounidense de la estación (USOS) con los trajes EMU americanos. Durante la caminata que duró 7 horas y 4 minutos, se llevaron a cabo varias tareas, incluida la instalación de plataformas y hardware del adaptador de la estación de trabajo montado en el Módulo Nauka. Además, se desplegaron 10 nanosatélites diseñados para recopilar datos electrónicos de radio durante la EVA y se colocó un brazo telescópico desde el módulo Zarya hasta el MIM-2, Poisk para ayudar en futuras caminatas espaciales. Esta fue la tercera caminata espacial que incluía tareas relacionadas con la preparación del Brazo Robótico Europeo (ERA) (ERA) antes de sus primeras operaciones.
Finalmente regreso el 14 de octubre de 2022 después de 170 días en el espacio con lo que suma un total de 370 días 5 horas y 44 minutos. Con esta misión se queda como la segunda mujer del mundo con más días en el espacio, por detrás de Whitson con 665,9 días y la quinta mujer con más días seguidos detrás de Anne McClain con 203 días, Jessica Meir con 204 días, Whitson con 289 días y de la astronauta Cristina koch con 329 días que ostenta el récord femenino.

### Vida personal
Samantha Cristoforetti puede hablar Inglés, Francés, Italiano, Ruso y Alemán, aunque recientemente también ha declarado que está aprendiendo Chino.
Está casada con el ingeniero francés Lionel Ferra y junto a él tienen dos hijos, una niña, nacida en noviembre de 2016 y en 2021 un niño.